# Eburia schusteri
Eburia schusteri là một loài bọ cánh cứng trong họ Cerambycidae.